# Sawadowskij Hukk
Sawadowskij Hukk är en udde i Antarktis. Den ligger i Västantarktis. Inget land gör anspråk på området. Sawadowskij Hukk ligger på ön Peter I Øy.
Terrängen inåt land är varierad. Havet är nära Sawadowskij Hukk åt sydväst. Trakten är obefolkad. Det finns inga samhällen i närheten.